# Мокруха еловая
Мокру́ха ело́вая (лат. Gomphidius glutinosus) — съедобный гриб семейства Gomphidiaceae. 

## Названия
Синонимы:
- Agaricus glutinosus Schaeff., 1774basionym
- Agaricus adhaerens J. F. Gmel., 1792
- Agaricus fuscus Batsch, 1783
- Gomphus glutinosus (Schaeff.)
- Leucogomphidius glutinosus Kotlába & Pouzar, 1972
- Agaricus mitratus J. F. Gmel., 1792
- Myxacium mucosum P. Kumm., 1871
- Agaricus mucosus Bull., 1812

Русские синонимы: мокруха клейкая, слизняк.
Родовое название гриба происходит от греческого γομφος/gomphos «коренной зуб, колышек»; видовой эпитет — от латинского glutinosus «клейкий».

## Описание[2]
Шляпка диаметром 4—10 (до 13) см, мясистая, у молодых грибов — полушаровидная, с подвёрнутым к ножке краем, далее выпукло—коническая, позднее распростёртая или слегка вдавленная в центре, с малозаметным бугорком. Кожица шляпки гладкая, сильно слизистая, после высыхания слизи становится блестящей; серая, серовато-синяя или серовато-коричневая, с фиолетовым оттенком по краю и светлой серединой, в зрелости — с чёрными пятнами или крапинками по всей поверхности шляпки. Кожица легко и полностью снимается со шляпки. У молодых грибов край шляпки соединён с ножкой тонким слизистым частным покрывалом, выглядящим как бесцветная плёнка, состоящая из нитевидных волоконец; позднее по краю шляпки сохраняются его остатки, а на ножке — постепенно исчезающее невыраженное слизистое кольцо.
Мякоть мясистая, хрупкая; белая, иногда розоватая, у старых грибов сероватая, в основании ножки — желтоватая. Вкус мякоти слегка сладковатый или кисловатый (но не едкий), запах невыразительный, грибной.
Пластинки нисходящие, дугообразные, сильно разветвлённые, толстые, 3—6 мм шириной, очень редкие (8—10 шт./см), беловатые или сероватые, с возрастом темнеющие сначала до буроватого цвета, но с беловатым краем, у перезрелых грибов — до пурпурно-коричневого, почти до чёрного цвета. У молодых грибов пластинки покрыты слизистым покрывалом, которое по мере роста гриба отрывается и остаётся на ножке.
Ножка 5—11 х 1—2,5 см, высокая, массивная, в молодости толстая, вздутая, потом цилиндрическая или слегка булавовидная к основанию, сплошная, гладкая, с черноватыми чешуйками, сверху бело-сероватая, в основании лимонно- или ярко-жёлтая; такая же слизистая, как и шляпка, часто — с невыраженным слизистым кольцом в верхней трети. У зрелых грибов часть ножки над кольцом окрашена в тёмный цвет; темнеет при надавливании.

### Микроструктуры
Споровый порошок тёмно-коричневый, почти чёрный. Споры 17—23 х 5—6,5 мкм, удлинённо веретеновидные до почти цилиндрических, гладкие, с одной или несколькими каплями масла, буроватые, близкие к чёрным.
Цветовые химические реакции: в KOH споры светлые до серо-коричневых, в реактиве Мельцера становятся охряно-рыжевато-коричневыми, дымчато-серыми, зеленовато-серыми.
Цистиды 70—105 (и более) х 9,3—14,8 мкм, цилиндрические, булавовидные, веретенообразные, тонко- или толстостенные, стенки прозрачные (стекловидные), жёлто-коричневые. Базидии булавовидные четырёхспоровые, гиалиновые.

## Экология и распространение
Растёт на почве в хвойных (преимущественно еловых) и смешанных с елью лесах, на лесной подстилке, во мху, часто среди вереска, обычно группами. Образует микоризу с елью, реже с сосной. Широко распространён в по всей территории северного и центрального районов России.
Сезон — конец лета — осень, с середины июля до заморозков в конце октября. Массово плодоносит со второй половины августа до конца сентября.

## Сходные виды
Сходства с несъедобными и ядовитыми грибами не имеет. Обладает сходством лишь с некоторыми видами мокрух (мокруха пятнистая, мокруха пурпуровая), которые также являются съедобными. Первый гриб отличается от мокрухи еловой краснеющей на изломе мякотью и оливковым цветом спорового порошка. Экземпляры с тёмными шляпками несколько похожи на маслёнок осенний, Suillus luteus (L.) Gray 1821, отличаясь от последнего наличием пластинок под шляпкой.

## Пищевые качества
Съедобный гриб (4 категории), пригоден в пищу после 15 минут отваривания, а также солёным, маринованным и консервированным. Идёт на приготовление соусов, а также гарниров к мясным блюдам. Перед термической обработкой со шляпки необходимо снять слизистую кожицу, а с ножки удалить слизь. При тепловой обработке гриб сильно темнеет, но на его вкусовых и питательных качествах это не отражается.

## Таксономия
Gomphidius glutinosus впервые был описан немецким микологом Якобом Кристианом Шеффером как Agaricus glutinosus в 1774 г.
Своё нынешнее биноминальное название получил в 1838 г. в работе Э. М. Фриса.